# 洛傑伊諾耶波列區
60°43′N 30°33′E / 60.717°N 30.550°E
洛傑伊諾耶波列區（俄语：Лодейнопольский район），是俄羅斯的一個區，位於該國西北部，由列寧格勒州負責管轄，面積4,900平方公里，2010年人口9,795，人口密度每平方公里2人。